# 澳門巴士8路線
澳門巴士8路線是由澳巴經營，往返工業園街和回力的巴士路線。

## 簡介及歷史
- 本線在1979年7月4日開設，由福利營運，當時全線以小巴行駛，早期路線如下：
  - 起點站位於今日澳門內港碼頭一帶的巴索打爾古街總站，途經海邊新街、提督馬路、雅廉訪馬路、士多鳥拜斯、羅利老馬路、渡船街、鏡湖馬路、新勝街、白鴿巢前地、大三巴街、議事亭前地、新馬路，最後返回海傍總站。[1]

- 1988年，福利破產結業，本線改由新福利營運。
  - 根據1988年澳葡政府與新福利簽訂的批給合同，本線往返西灣半邊橙及青洲，去程途經下環、新馬路、水坑尾、亞豐素街、俾利喇街、拱形馬路至青洲總站，回程途經提督馬路、高士德、三盞燈、水坑尾、新馬路、下環至半邊橙。

- 2001年4月25日，配合新口岸區發展，更改路線為往返青洲總站及出入境事務廳總站。[2]

- 2007年8月4日起，為改善新口岸仙德麗街一帶的公共巴士服務，土地工務運輸局調整本線部份行程，改經仙德麗街和城市日大馬路。[3]

- 2009年4月6日起，為方便市民，在澳門漁人碼頭內增設「孫逸仙大馬路／漁人碼頭」站，是澳門首個設於私家道路的巴士站。[4][5]

- 2010年1月25日起，配合澳門科學館開幕，新增停靠「澳門科學館」站。[6]

- 2011年8月1日前，於平日08:05-09:00加開特別班次由「亞利雅架街」站前往「回力」總站，班距為2-9分鐘。

- 2011年8月1日，本線改由維澳蓮運經營。

- 2014年7月1日，本線改由新時代經營。

- 2016年5月28日，因應部分路線正逐步使用較大的車輛，而受道路條件所限，大巴停靠「孫逸仙大馬路／漁人碼頭」站後難以調頭離開，該站於當日期起停用。[7]

- 2016年7月2日，因巴士站合併，所以取消停靠「青洲／美居廣場」站。[8]

- 2016年11月14日，改用中巴營運。經調整後，往回力：原線至提督馬路與雅廉訪大馬路交界後，改經高士德大馬路；往青洲：原線至荷蘭園大馬路與西墳馬路交界後，改經塔石廣場行車隧道、沙嘉都喇賈罷麗街、士多鳥拜斯大馬路及高偉樂街。[9]

- 2016年11月25日，取消停靠“西墳馬路”站。[10]

- 2016年12月2日，取消停靠「東曦閣」站，新增停靠「高美士中葡中學」站。[11]

- 2017年7月29日，本線往青洲方向改以“工業園街”站為總站。調整後，自“工業園街”站開出後，途經並停靠近球場側的“青洲總站”，取消停靠“跨境工業區”站。[12]

- 2017年12月20日，原「孫逸仙大馬路／漁人碼頭」站週邊道路改善工程完成，更名為“勵庭海景酒店”。

- 2018年8月1日，本線改由澳巴經營。

- 2019年3月19日至4月7日，因鋪設電纜、電訊管道及水管，介乎厚望街與羅德禮將軍街之間一段沙嘉都喇賈罷麗街實施有限度通車，期間「沙嘉都喇街」站暫停使用。

- 2019年7月27日起，多個巴士站開始改名：
  - “十月一日前地”站改名為“十月一號前地”；
  - “第二警司處”站改名為“北區警司處”。

- 2019年11月2日至12月19日，因鋪設天然氣管道，青洲工業園街一帶實施臨時交通安排。「工業園街」站暫停使用，同時調整部份停靠站點。[13]

- 2020年3月12日起，高可寧大宅對出之臨時巴士站調整為永久站點，並命名為“水坑尾／高可寧大宅”。[14]

- 2020年4月18日，亞馬喇前地整治土建工程完工，取消停靠「亞馬喇前地」站。

- 2020年10月15日，澳巴開始試行安排在早上時段調入大巴行駛，是本線史上首次使用大巴行駛。

- 2021年1月1日起，本線全線改用大巴。[15] [16]
- 2022年3月5日至4月23日，因高美士街管線工程關係，往回力方向臨時停靠「友誼馬路／海港街」站，「回力」站暫停使用改為停靠位於水塘巷近海立方一側的回力臨時總站。[17]

- 2022年6月25日10:30至尾班車，因應亞利鴉架街仁安大廈實施封控措施，“亞利鴉架街”、“歸僑總會”、“沙嘉都喇街”站暫停使用。[18]

- 2022年7月11日至17日，本線改以特別巴士專線方式營運，僅供特許人士乘搭。[19][20]

- 2022年7月18日至22日，因宣佈延長“相對靜止管理”措施，本線維持上述措施。[21]

- 2022年8月3日10:00至28日，為配合亞利鴉架街進行接駁街渠工程，本線暫不停靠「亞利雅架街」、「歸僑總會」、「沙嘉都喇街」站，臨時停靠「高士德／連勝」、「高士德／賈伯樂」、「得勝花園」站。[22]

- 2022年12月3日起，受外港新填海區25地段公共辦公大樓及外港新填海區12地段公共辦公大樓建造工程開展影響，取消停靠“澳門文化中心”、“新口岸／馬德里街”站。[23][24][25]

## 本線特色
- 本線是首條使用中巴前往新橋區的路線
- 本線同時也是首條使用大巴前往新橋區的路線。
- 本線與7路線皆為首條使用三門巴士行駛新橋區的路線。

## 使用車輛
- 日產 Civilian小巴
- 豐田COASTER小巴
- 三菱Rosa單門小巴
- 三菱Rosa雙門小巴（2000年後）
- 宇通ZK6770HG
- 三菱 Fuso Rosa BE641JRMHDAB
- 宇通ZK6902HG
- 宇通ZK6105HG
- 宇通ZK6118HGE
- 蘇州金龍KLQ6116GHEV
- 中通LCK6113SHEVG

## 電牌
| 往回力方向      | 往回力方向        | 往回力方向 |
| 日期            | 頭牌              | 圖例       |
| --------------- | ----------------- | ---------- |
| 2024年2月9日前  | 回力              |            |
| 2024年2月9日起  | 回力 經：漁人碼頭 |            |
| 大賽車期間      | 綜藝館            |            |
| 往青洲方向      |                   |            |
| 日期            | 頭牌              | 圖例       |
| 2017年7月29日前 | 青洲              |            |
| 2017年7月29日起 | 工業園街          |            |

## 路線資料

### 收費
| 收費類別     | 收費類別                      | 收費類別             | 費用 |
| ------------ | ----------------------------- | -------------------- | ---- |
| 現金         | 現金                          | 現金                 | $6.0 |
| 境外支付工具 | 支付寶（內地及香港）          | 支付寶（內地及香港） | $6.0 |
| 境外支付工具 | 雲閃付 非綁定澳門銀聯卡       |                      | $6.0 |
| 境外支付工具 | 微信支付（內地及香港）        |                      | $6.0 |
| 境外支付工具 | 交通聯合 非澳門發行的全國通卡 |                      | $6.0 |
| 境內支付工具 | 澳門通                        | 全民卡               | $3.0 |
| 境內支付工具 | 澳門通                        | 學生卡               | $1.5 |
| 境內支付工具 | 澳門通                        | 長者卡               | 免費 |
| 境內支付工具 | 澳門通                        | 殘疾卡               | 免費 |
| 境內支付工具 | 聚易用＋                      | 聚易用＋             | $3.0 |

### 服務時間及班距
| 服務時間                     | 服務時間 | 星期一至六  | 星期日 （含公眾假期） |
| ---------------------------- | -------- | ----------- | --------------------- |
| 工業園街                     | 工業園街 | 06:10-00:00 | 06:10-00:00           |
| 回力                         | 回力     | 06:30-00:10 | 06:30-00:10           |
| 班距                         | 尖峰     | 4-10分鐘    | 8-12分鐘              |
| 班距                         | 離峰     | 6-12分鐘    | 8-12分鐘              |
| 懸掛8號風球後1小時開出尾班車 |          |             |                       |

### 路線停站
| 8    | 工業園街 ↔ 回力 | 工業園街 ↔ 回力        | 工業園街 ↔ 回力    | 工業園街 ↔ 回力 | 工業園街 ↔ 回力    | 工業園街 ↔ 回力    |
| 序號 | 往程            | 往程                   | 往程               | 返程            | 返程               | 返程               |
| 序號 | 站號            | 站名                   | 出入境口岸         | 站號            | 站名               | 出入境口岸         |
| ---- | --------------- | ---------------------- | ------------------ | --------------- | ------------------ | ------------------ |
| 1    | M267            | 工業園街               | 跨境工業區邊檢大樓 | M62/2           | 回力               |                    |
| 2    | M209/2          | 青洲總站               |                    | M264            | 勵庭海景酒店       |                    |
| 3    | M211            | 青洲／鴨涌河           |                    | M266/1          | 澳門科學館         |                    |
| 4    | M25             | 青洲／自來水公司       |                    | M257            | 新口岸／文化中心   |                    |
| 5    | M22             | 青洲／聖德蘭學校       |                    | M251            | 捐血中心           |                    |
| 6    | M10/2           | 台山街市               |                    | M263            | 仙德麗街           |                    |
| 7    | M16/2           | 提督馬路／雅廉訪       |                    | M160/1          | 十月一號前地       |                    |
| 8    | M116            | 亞利鴉架街             |                    | M100            | 水坑尾／高可寧大宅 |                    |
| 9    | M81             | 歸僑總會               |                    | M75             | 高美士中葡中學     |                    |
| 10   | M78             | 沙嘉都喇街             |                    | M237            | 社會工作局         |                    |
| 11   | M270/2          | 塔石體育館             |                    | M245            | 鏡湖醫院           |                    |
| 12   | M153/1          | 水坑尾／公共行政大樓   |                    | M119            | 永樂戲院           |                    |
| 13   | M168            | 八角亭                 |                    | M110            | 渡船街／婦聯       |                    |
| 14   | M69/2           | 葡京酒店               |                    | M86             | 渡船街／俾利喇街   |                    |
| 15   | M159            | 總統酒店               |                    | M92             | 俾利喇／高士德     |                    |
| 16   | M262            | 城市日大馬路／波爾圖街 |                    | M39             | 澳廣視             |                    |
| 17   | M259            | 孫逸仙大馬路／金沙     |                    | M28/1           | 黑沙環馬路         |                    |
| 18   | M62/2           | 回力                   |                    | M11             | 拱形馬路／蓮峰廟   |                    |
| 19   |                 |                        |                    | M12             | 北區警司處         |                    |
| 20   |                 |                        |                    | M21/1           | 青洲／嘉應花園     |                    |
| 21   |                 |                        |                    | M24             | 青洲／聖若瑟中學   |                    |
| 22   |                 |                        |                    | M208            | 青翠花園           |                    |
| 23   |                 |                        |                    | M267            | 工業園街           | 跨境工業區邊檢大樓 |

### 賽車期間路線停站
| 8    | 工業園街 ↔ 綜藝館 | 工業園街 ↔ 綜藝館      | 工業園街 ↔ 綜藝館 | 工業園街 ↔ 綜藝館  |
| 序號 | 往程              | 往程                   | 返程              | 返程               |
| 序號 | 站號              | 站名                   | 站號              | 站名               |
| ---- | ----------------- | ---------------------- | ----------------- | ------------------ |
| 1    | M267              | 工業園街               |                   | 綜藝館臨時站       |
| 2    | M209/2            | 青洲總站               | M264              | 勵庭海景酒店       |
| 3    | M211              | 青洲／鴨涌河           | M266              | 澳門科學館         |
| 4    | M25               | 青洲／自來水公司       | M257              | 新口岸／文化中心   |
| 5    | M22               | 青洲／聖德蘭學校       | M251              | 捐血中心           |
| 6    | M10               | 台山街市               | M243              | 何賢公園           |
| 7    | M16               | 提督馬路／雅廉訪       | M157              | 治安警察局         |
| 8    | M116              | 亞利鴉架街             | M100              | 水坑尾／高可寧大宅 |
| 9    | M81               | 歸僑總會               | M75               | 高美士中葡中學     |
| 10   | M78               | 沙嘉都喇街             | M237              | 社會工作局         |
| 11   | M270              | 塔石體育館             | M245              | 鏡湖醫院           |
| 12   | M153              | 水坑尾／公共行政大樓   | M119              | 永樂戲院           |
| 13   | M173              | 約翰四世大馬路         | M110              | 渡船街／婦聯       |
| 14   | M172              | 亞馬喇前地             | M86               | 渡船街／俾利喇街   |
| 15   | M262              | 城市日大馬路／波爾圖街 | M92               | 俾利喇／高士德     |
| 16   | M259              | 孫逸仙大馬路／金沙     | M39               | 澳廣視             |
| 17   | M225              | 馬六甲街               | M28               | 黑沙環馬路         |
| 18   |                   | 綜藝館臨時站           | M11               | 拱形馬路／蓮峰廟   |
| 19   |                   |                        | M12               | 北區警司處         |
| 20   |                   |                        | M21               | 青洲／嘉應花園     |
| 21   |                   |                        | M24               | 青洲／聖若瑟中學   |
| 22   |                   |                        | M208              | 青翠花園           |
| 23   |                   |                        | M267              | 工業園街           |

- 粗體為大賽車期間臨時停靠站點

## 嚴重事故

### 致命事件
- 2018年1月10日，一部行駛本線的新時代宇通ZK6902HG中巴（車隊編號：2055）行駛到俾利喇街與飛能便度街交界時，懷疑巴士司機錯踏油門當剎車與四輛私家車相撞，導致一名正在橫過斑馬線的60多歲女途人身受重傷，送往山頂醫院時無呼吸心跳，其後證實不治。另外造成一名54歲私家車司機受傷，在消防拯救期間一度被困。[26]

### 交通意外
- 2025年1月30日20:30，一部行駛本線的中通大巴於馬六甲街近行車天橋附近撞到一名闖紅燈的女童，其家人圍在身邊不斷詢問女童情況，有人報警。消防及警員分別到場，經消防初步檢查，女童下頷及左手掌擦傷、右小腿開放性骨折，清醒狀態，後由救護車送山頂醫院搶救。治安警表示，受傷7歲女童及其母親均持通行證，四十多本地男巴士司機通過酒精測試，證實無飲酒。澳巴回應指，事發時，巴士沿馬六甲街行駛，當時行車交通燈號為綠燈，及後一名遊客女童突然在紅燈衝出馬路，隨後收掣不及車頭撞到該名女童。[27]

## 趣事
- 2020年6月3日，澳巴一部行駛28A路線的巴士因電牌故障，顯示為8，並出現在「柯維納馬路」站。[28]

## 未來計劃
- 不少市民向巴士公司及政府反映本線增停「高士德／連勝」站。在2021年11月，澳巴在網站個案跟進表示，該公司亦希望能夠加停該站點，並在2022年4月再次表示已結合市民反映意見，提交該申請予交通事務局研究，若獲當局核准，會即時增設該站點以便利市民出行。[29]

## 外部連結
- （繁體中文）澳門公共汽車股份有限公司（官方網站） （页面存档备份，存于）